# Cattedrale nuova di Plasencia
La cattedrale nuova di Santa Maria (in spagnolo: Catedral Nueva de Santa María) si trova a Plasencia, in Spagna, ed è la cattedrale della diocesi di Plasencia.

## Storia
Fu iniziata nell'anno 1498 e terminata nel 1578. In seguito durante il XVIII secolo vennero ultimate alcune opere relative alla cattedrale e rimaste incompiute. Sono stati coinvolti nella costruzione diversi architetti considerato il vasto arco di tempo necessario per la realizzazione dell'edificio. Tra di essi figurano: Juan de Álava, Francisco de Colonia e Enrique Egas. Inoltre hanno contribuito anche altri architetti quali: Alonso de Covarrubias, Pedro de Ezquerra, Pedro de Ibarra, Rodrigo Gil de Hontañón e Diego de Siloé.

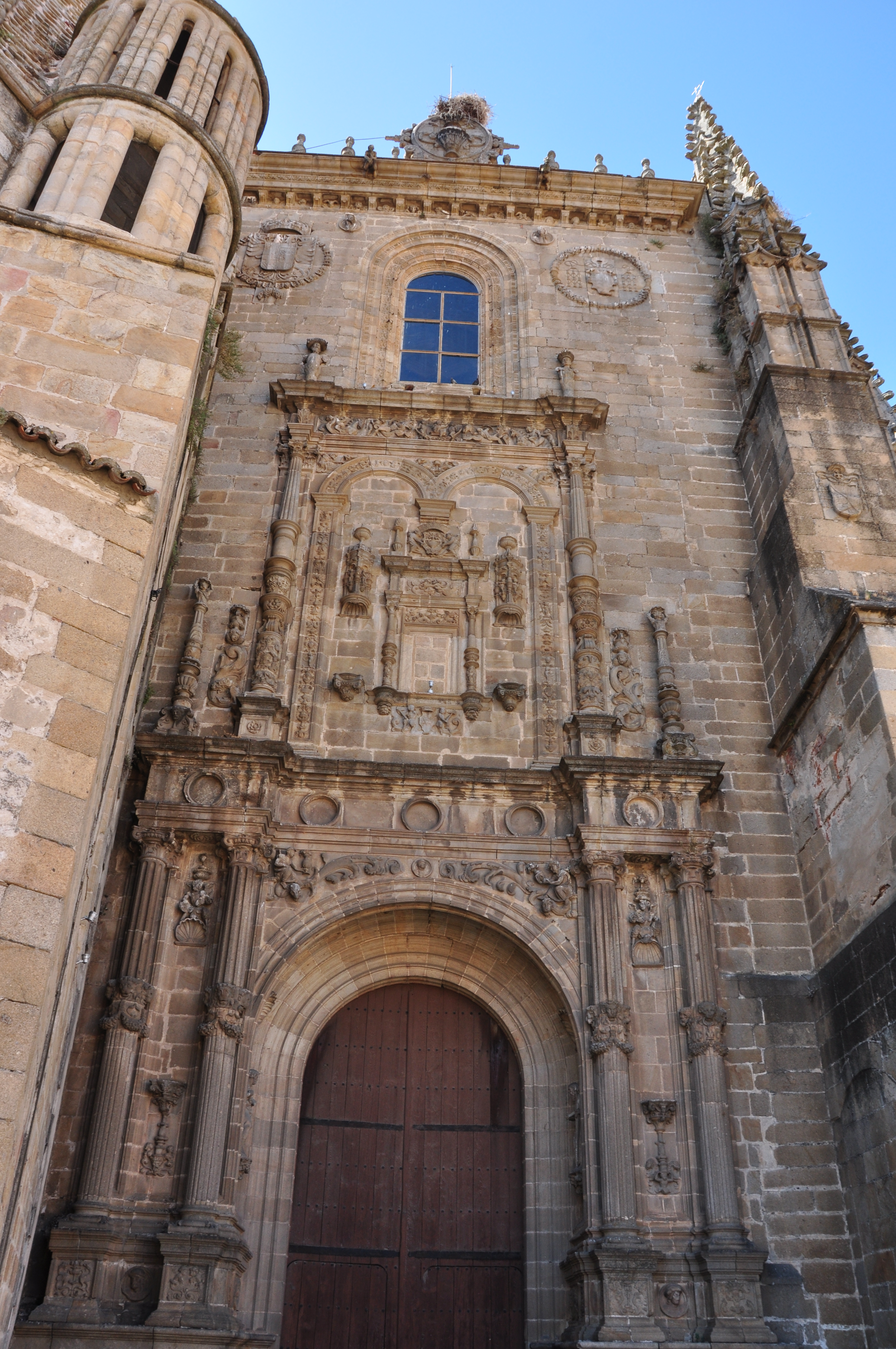
Facciata laterale della cattedrale, attribuita a Diego de Siloé.

## Descrizione

### Facciate
La cattedrale ha due facciate in stile rinascimentale plateresco, la principale è di Juan de Álava ed è stata conclusa nel 1558. Essa è divisa in quattro sezioni e cinque blocchi, che sono una vera e propria pala d'altare di pietra. Manca delle statue, che non sono mai state scolpite. Probabilmente l'opera fu iniziata da Juan de Álava e finita da Gil de Hontañón, che ha fatto la parte superiore, le creste e le guglie.
L'altra facciata è datata tra il 1538 e il 1548 ed è tradizionalmente attribuita a Diego de Siloé.

### Volte
L'interno è a tre navate, tutte di uguale altezza, 26 metri, contrariamente alla consuetudine del tempo; ha anche una crociera volta aperto.
Alti archi poggiano su colonne i cui nervi non partono dai capitelli ma dalle stesse basi, estendentesi ramificati nelle volte e creando così un effetto di grande bellezza.

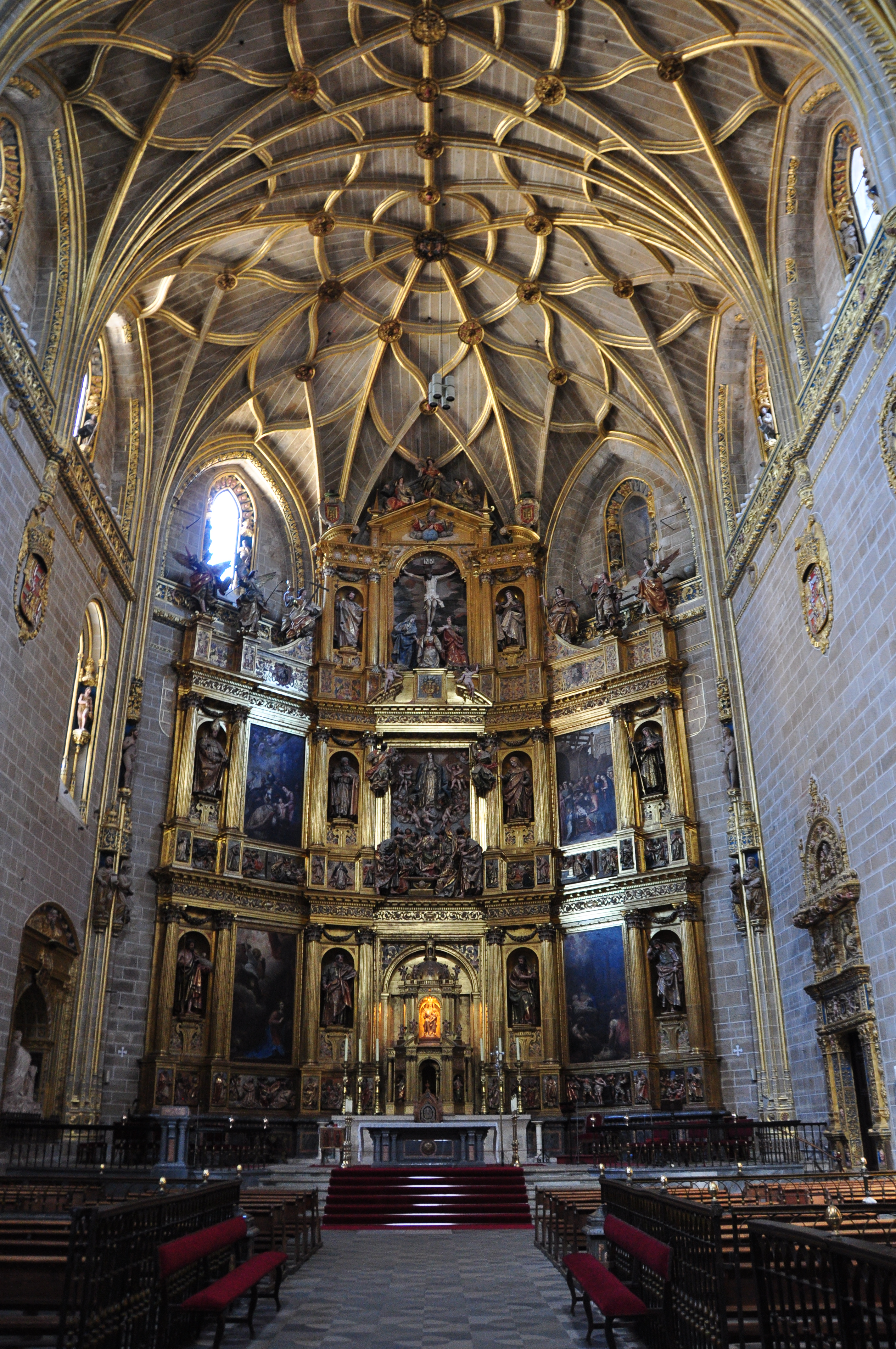
Altare maggiore

### Altari
La pala d'altare, di stile barocco, è del XVII secolo. Consiste in legno policromo secondo la tecnica dell'estofado de oro di Gregorio Fernández. Presenta dipinti di Francisco Rizi come l'Annunciazione e l'Adorazione dei pastori, quindi l'Adorazione dei Magi di Luis Fernández e la Circoncisione di Mateo Gallardo. Nel tabernacolo è conservata un'immagine di Nostra Signora del Santissimo Sacramento, in stile gotico e risalente al venerato XII secolo. L'originale è in legno rivestito in argento e si trova nel museo della cattedrale.
Gli altari laterali sono in stile barocco, con la Vergine Assunta dei fratelli Churriguera.
Nei pressi dell'altare maggiore si trova la tomba del vescovo Ponce de León, in un magnifico pantheon di Granada Mateo Sánchez de Villaviciosa, con una statua del vescovo in atteggiamento di preghiera.

### Coro e organo
Il coro è ferro battuto in stile plateresco ed è attribuita a Juan Bautista Celma. Il coro è stato completato nel 1604 e dorato nel 1763. È coronato da una statua della Beata Vergine e conserva all'interno gli splendidi stalli del coro precedentemente situati nel Duomo Vecchio ed opera di Rodrigo Alemán, in stile gotico. È fatto di legno di noce e dispone di 41 postazioni nel coro alto e 26 nel coro inferiore, tutte ornate di rilievi. Le sedie sono sormontate da merli e ogni sedia è sormontata da un intarsio. Il lavoro è stato completato nei primi anni del XVI secolo.
L'organo è stato costruito da Casai Elezgaray in stile plateresco e barocco.

## Galleria d'immagini

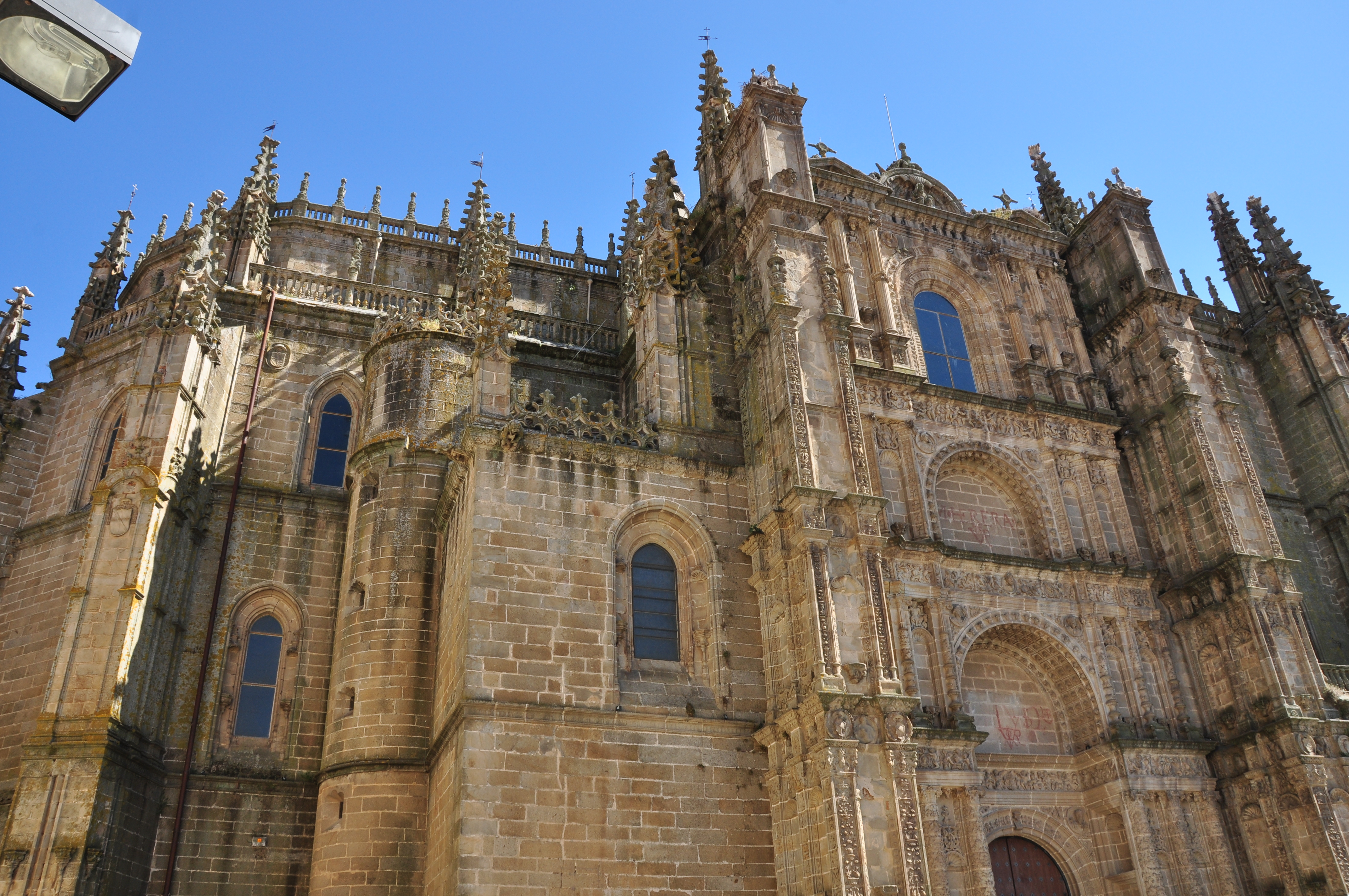
Parte superiore della facciata.
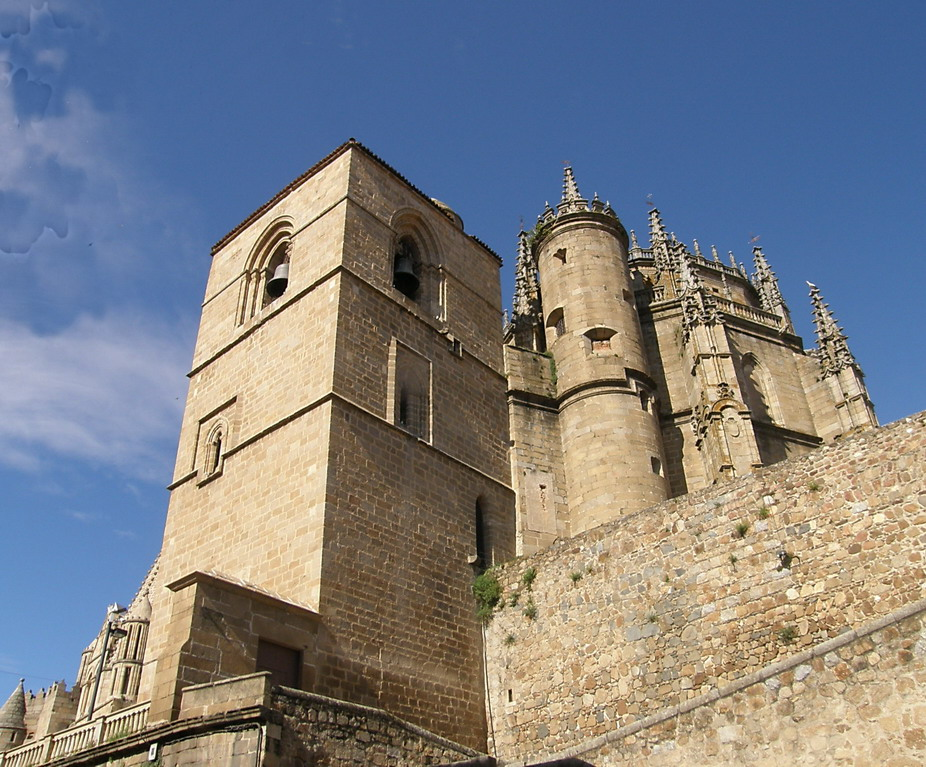
Torre del campanile.
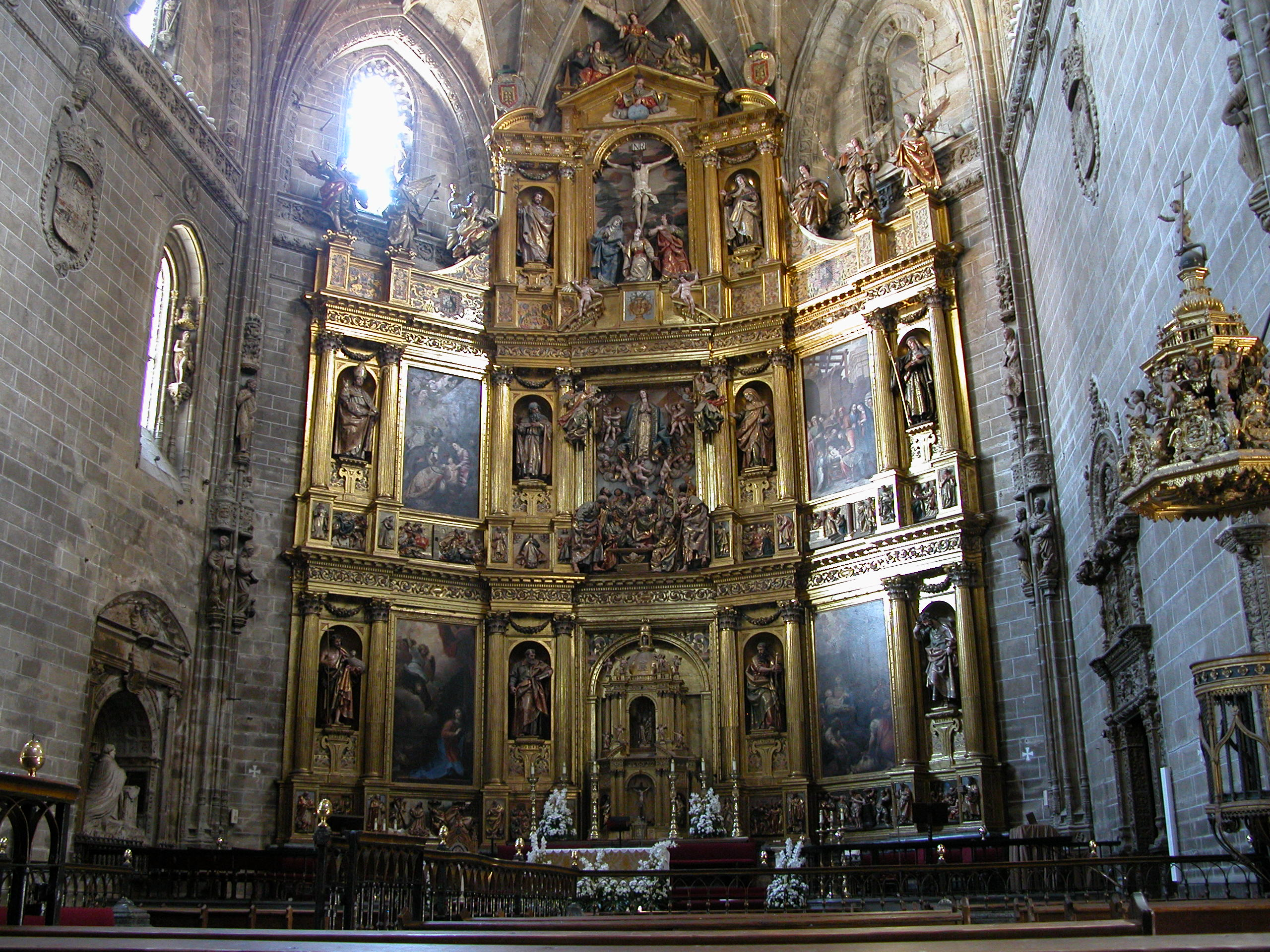
Altare maggiore, del XVII secolo.
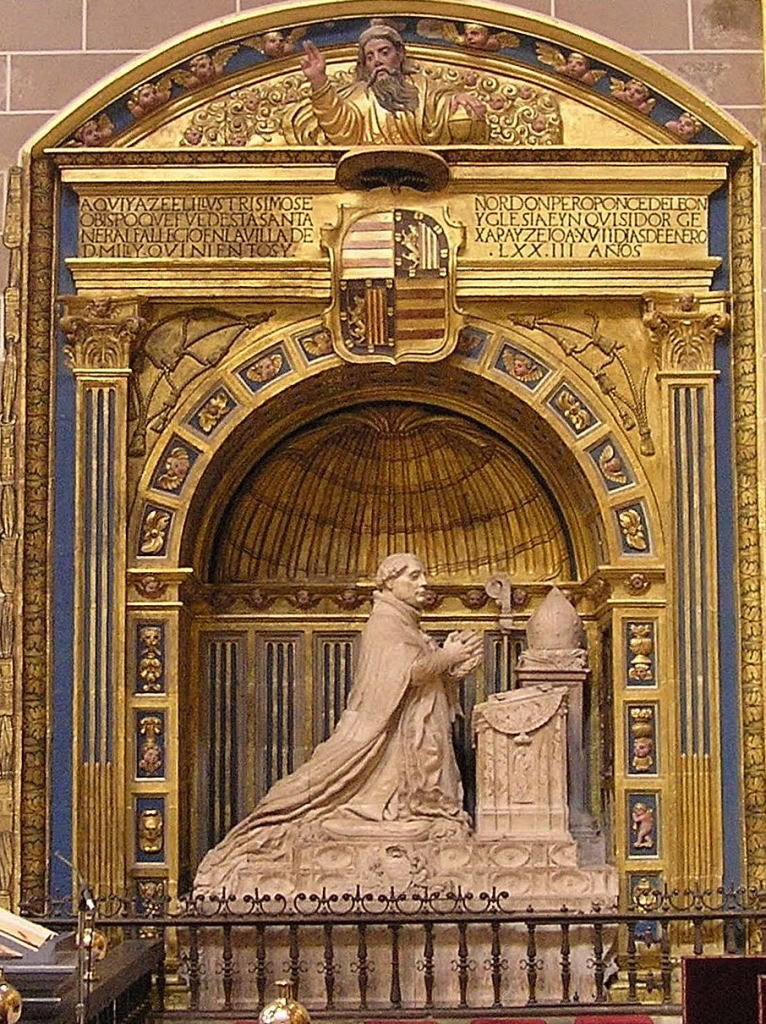
Sepolcro del vescovo Pedro Ponce de León
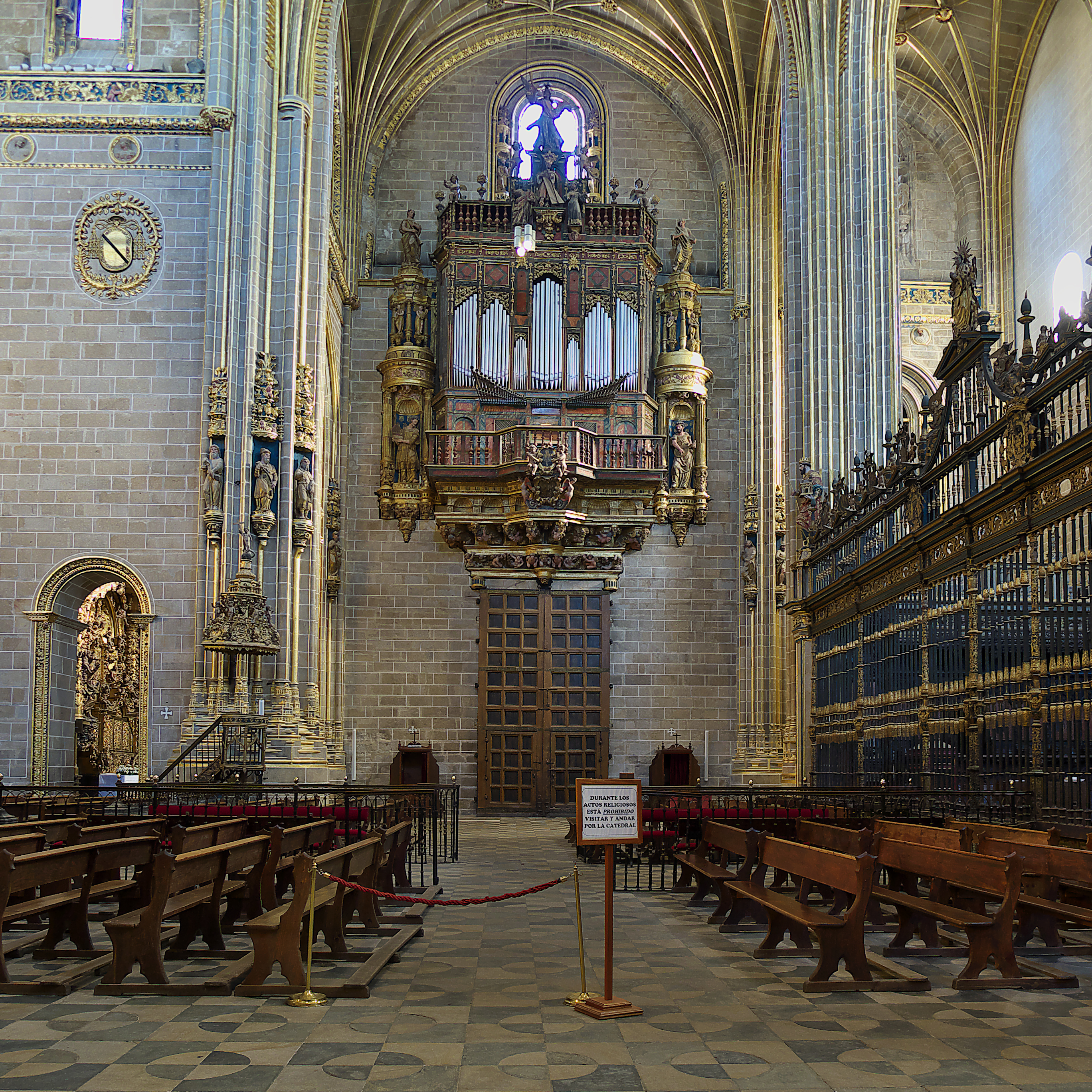
Organo Grande, di Domingo de Aguirre.